# 갯농어
갯농어 또는 젖빛고기(Chanos chanos)는 압치목에 속하는 조기어류의 일종이다. 갯농어과(Chanidae)와 갯농어속(Chanos)의 현존하는 유일종이다.
이 종은 많은 다른 이름을 가지고 있다. 하와이어로는 이 물고기를 "아와"라고 하고, 타히티어로는 "아바"라고 한다. 필리핀에서는 이를 "방구스"라고 부르며, 나우루어로는 "이비야"라고 부른다. 또한 인도네시아에서는 "반데" 또는 "볼루"라고도 불린다.
갯농어는 인도양과 태평양의 넓은 범위에서 분포하며, 남아프리카에서부터 하와이와 마르퀘사스까지, 캘리포니아에서 갈라파고스 제도, 일본에서 오스트레일리아까지 북쪽에서 남쪽까지 서식한다.
갯농어는 주로 섬 주변 및 대륙사면의 열대 해상수역에서 서식하며, 1m에서 30m의 깊이에서 발견된다. 또한 종종 강어귀와 강으로 들어가기도 한다.

## 계통 분류
2014년 현재, 압치목의 계통 분류는 다음과 같다.
|              | Parakneria                                                 |
|              |                                                            |
| 크로메리아족 | \| \| Cromeria \| \| \| \| \| \| Grasseichthys \| \| \| \| |
|              | \| \| Cromeria \| \| \| \| \| \| Grasseichthys \| \| \| \| |
|              | Cromeria                                                   |
|              |                                                            |
|              | Grasseichthys                                              |
|              |                                                            |

|  | Cromeria      |
|  |               |
|  | Grasseichthys |
|  |               |

|              | Parakneria                                                 |
|              |                                                            |
| 크로메리아족 | \| \| Cromeria \| \| \| \| \| \| Grasseichthys \| \| \| \| |
|              | \| \| Cromeria \| \| \| \| \| \| Grasseichthys \| \| \| \| |
|              | Cromeria                                                   |
|              |                                                            |
|              | Grasseichthys                                              |
|              |                                                            |

|  | Cromeria      |
|  |               |
|  | Grasseichthys |
|  |               |

|              | Parakneria                                                 |
|              |                                                            |
| 크로메리아족 | \| \| Cromeria \| \| \| \| \| \| Grasseichthys \| \| \| \| |
|              | \| \| Cromeria \| \| \| \| \| \| Grasseichthys \| \| \| \| |
|              | Cromeria                                                   |
|              |                                                            |
|              | Grasseichthys                                              |
|              |                                                            |

|  | Cromeria      |
|  |               |
|  | Grasseichthys |
|  |               |

|              | Parakneria                                                 |
|              |                                                            |
| 크로메리아족 | \| \| Cromeria \| \| \| \| \| \| Grasseichthys \| \| \| \| |
|              | \| \| Cromeria \| \| \| \| \| \| Grasseichthys \| \| \| \| |
|              | Cromeria                                                   |
|              |                                                            |
|              | Grasseichthys                                              |
|              |                                                            |

|  | Cromeria      |
|  |               |
|  | Grasseichthys |
|  |               |

|              | Parakneria                                                 |
|              |                                                            |
| 크로메리아족 | \| \| Cromeria \| \| \| \| \| \| Grasseichthys \| \| \| \| |
|              | \| \| Cromeria \| \| \| \| \| \| Grasseichthys \| \| \| \| |
|              | Cromeria                                                   |
|              |                                                            |
|              | Grasseichthys                                              |
|              |                                                            |

|  | Cromeria      |
|  |               |
|  | Grasseichthys |
|  |               |

|              | Parakneria                                                 |
|              |                                                            |
| 크로메리아족 | \| \| Cromeria \| \| \| \| \| \| Grasseichthys \| \| \| \| |
|              | \| \| Cromeria \| \| \| \| \| \| Grasseichthys \| \| \| \| |
|              | Cromeria                                                   |
|              |                                                            |
|              | Grasseichthys                                              |
|              |                                                            |

|  | Cromeria      |
|  |               |
|  | Grasseichthys |
|  |               |

|              | Parakneria                                                 |
|              |                                                            |
| 크로메리아족 | \| \| Cromeria \| \| \| \| \| \| Grasseichthys \| \| \| \| |
|              | \| \| Cromeria \| \| \| \| \| \| Grasseichthys \| \| \| \| |
|              | Cromeria                                                   |
|              |                                                            |
|              | Grasseichthys                                              |
|              |                                                            |

|  | Cromeria      |
|  |               |
|  | Grasseichthys |
|  |               |

|              | Parakneria                                                 |
|              |                                                            |
| 크로메리아족 | \| \| Cromeria \| \| \| \| \| \| Grasseichthys \| \| \| \| |
|              | \| \| Cromeria \| \| \| \| \| \| Grasseichthys \| \| \| \| |
|              | Cromeria                                                   |
|              |                                                            |
|              | Grasseichthys                                              |
|              |                                                            |

|  | Cromeria      |
|  |               |
|  | Grasseichthys |
|  |               |

|              | Parakneria                                                 |
|              |                                                            |
| 크로메리아족 | \| \| Cromeria \| \| \| \| \| \| Grasseichthys \| \| \| \| |
|              | \| \| Cromeria \| \| \| \| \| \| Grasseichthys \| \| \| \| |
|              | Cromeria                                                   |
|              |                                                            |
|              | Grasseichthys                                              |
|              |                                                            |

|  | Cromeria      |
|  |               |
|  | Grasseichthys |
|  |               |

|              | Parakneria                                                 |
|              |                                                            |
| 크로메리아족 | \| \| Cromeria \| \| \| \| \| \| Grasseichthys \| \| \| \| |
|              | \| \| Cromeria \| \| \| \| \| \| Grasseichthys \| \| \| \| |
|              | Cromeria                                                   |
|              |                                                            |
|              | Grasseichthys                                              |
|              |                                                            |

|  | Cromeria      |
|  |               |
|  | Grasseichthys |
|  |               |

|              | Parakneria                                                 |
|              |                                                            |
| 크로메리아족 | \| \| Cromeria \| \| \| \| \| \| Grasseichthys \| \| \| \| |
|              | \| \| Cromeria \| \| \| \| \| \| Grasseichthys \| \| \| \| |
|              | Cromeria                                                   |
|              |                                                            |
|              | Grasseichthys                                              |
|              |                                                            |

|  | Cromeria      |
|  |               |
|  | Grasseichthys |
|  |               |

|              | Parakneria                                                 |
|              |                                                            |
| 크로메리아족 | \| \| Cromeria \| \| \| \| \| \| Grasseichthys \| \| \| \| |
|              | \| \| Cromeria \| \| \| \| \| \| Grasseichthys \| \| \| \| |
|              | Cromeria                                                   |
|              |                                                            |
|              | Grasseichthys                                              |
|              |                                                            |

|  | Cromeria      |
|  |               |
|  | Grasseichthys |
|  |               |

|              | Parakneria                                                 |
|              |                                                            |
| 크로메리아족 | \| \| Cromeria \| \| \| \| \| \| Grasseichthys \| \| \| \| |
|              | \| \| Cromeria \| \| \| \| \| \| Grasseichthys \| \| \| \| |
|              | Cromeria                                                   |
|              |                                                            |
|              | Grasseichthys                                              |
|              |                                                            |

|  | Cromeria      |
|  |               |
|  | Grasseichthys |
|  |               |

|              | Parakneria                                                 |
|              |                                                            |
| 크로메리아족 | \| \| Cromeria \| \| \| \| \| \| Grasseichthys \| \| \| \| |
|              | \| \| Cromeria \| \| \| \| \| \| Grasseichthys \| \| \| \| |
|              | Cromeria                                                   |
|              |                                                            |
|              | Grasseichthys                                              |
|              |                                                            |

|  | Cromeria      |
|  |               |
|  | Grasseichthys |
|  |               |

|              | Parakneria                                                 |
|              |                                                            |
| 크로메리아족 | \| \| Cromeria \| \| \| \| \| \| Grasseichthys \| \| \| \| |
|              | \| \| Cromeria \| \| \| \| \| \| Grasseichthys \| \| \| \| |
|              | Cromeria                                                   |
|              |                                                            |
|              | Grasseichthys                                              |
|              |                                                            |

|  | Cromeria      |
|  |               |
|  | Grasseichthys |
|  |               |

|              | Parakneria                                                 |
|              |                                                            |
| 크로메리아족 | \| \| Cromeria \| \| \| \| \| \| Grasseichthys \| \| \| \| |
|              | \| \| Cromeria \| \| \| \| \| \| Grasseichthys \| \| \| \| |
|              | Cromeria                                                   |
|              |                                                            |
|              | Grasseichthys                                              |
|              |                                                            |

|  | Cromeria      |
|  |               |
|  | Grasseichthys |
|  |               |

## 해부학
갯농어는 최대 1.80m (5 ft 11 in)까지 자라지만, 대부분은 1m (39 in) 이하의 길이다. 몸무게는 약 14kg (31 lb)에 이를 수 있으며, 최대 15년까지 생존할 수 있다. 갯농어는 길쭉하고 압축된 몸이며, 일반적으로 대칭적이고 순조로운 외형를 갖추고 있다. 등지느러미 하나, 날개 모양의 흰 지느러미, 그리고 큰 쪽으로 갈라진 꼬리 지느러미를 가지고 있다. 머리는 몸에 비해 작다. 입은 작고 이빨이 없다. 몸은 어두운 황록색을 띠며, 은빛 옆구리와 검은 테두리의 지느러미를 갖고 있다. 갯농어는 등지느러미쪽에 13개에서 17개의 연조가 있고, 항문 지느러미쪽에는 8개에서 10개의 연조, 그리고 꼬리 지느러미에는 31개의 연조를 가지고 있다. 많은 수의 연조 때문에 인간이 갯농어를 섭취하는 것이 복잡해 질 수 있다.

## 생물학
갯농어는 일반적으로 해조류와 작은 무척추동물을 먹는다. 그들은 산호초가 있는 해안과 섬 주변에서 떼를 지어 다닌다. 어린 갯농어는 2~3주 동안 바다에서 생활한시 후 어린이 단계에서 만개 습지, 강어귀, 때로는 호수로 이동하며, 성장하여 번식을 위해 다 바다로 돌아간다. 암컷은 염분이 많고 얕은 물에서 밤에 최대 500만 개의 알을 낳는다.

## 소비
갯농어는 동남아시아와 일부 태평양 제도에서 중요한 해산물로 여겨진다. 다른 식용 어종에 비해서는 뼈가 많이 있어서 명성이 좋지 않지만, 필리핀에서는 뼈가 제거된 갯농어를 "뼈없는 방어" 또는 "뼈없는 방구스"라고 부르며, 매장과 시장에서 인기를 끌고 있다. 그러나 이러한 명성에도 불구하고, 많은 필리핀 사람들은 갯농어를 정기적으로 요리하거나 칼라만시 주스나 식초와 함께 원료를 조리하여 "카달로우 나방구스"라고 하는 음식으로 먹는 것을 즐긴다.
인도네시아에서 갯농어의 인기있는 조리법에는 중앙자바와 동자바 지역에서 나오는 "반등 드리 루냑" (반등은갯농어를 의미)이 포함된다. 이는 뼈가 부드러운 갯농어로, 풀리의 수도에서 흔하게 찾을 수 있다. 또한, "반등 프레스토"라고 불리는 조리법도 있다. 이는 압력솥에서 갯농어를 조리하여 가시가 부드러워지도록 하는 방법이다. 또 다른 방법으로는 "반등 아쌈" 또는 훈제된 갯농어도 있다. 신선하거나 가공된 갯농어는 인도네시아의 어촌지역에서 매우 인기 있는 해산물 제품으로 알려져 있으며, 중앙자바의 세마랑 근처에 위치한 주와나나 동자바의 수라바야 근처의 시도아르조와 같은 인도네시아 어촌지역에서 자주 소비된다.
갯농어는 대만 요리에서 가장 인기 있는 물고기로, 다재다능함과 부드러운 고기 그리고 경제적인 가격 때문에 많은 사람들에게 사랑받고 있다. 대표적인 조리법으로는 죽 위에 얹어 먹는 방식, 팬으로 구워 먹는 방식, 조림으로 먹는 방식, 또는 생선볼로 만드는 방식 등이 있습니다. 안핑 지구에는 갯농어 박물관이 있으며, 대만의 가오슝에서는 매년 갯농어 축제가 열립니다.

## 역사
갯농어 양식은 약 1800년 전에 필리핀에서 시작되었으며, 이후 인도네시아, 대만, 태평양 지역으로 확대되었다. 전통적인 갯농어 양식은 야생 갯농어 새끼들을 모아 못에 키우는 방식을 사용했다. 이로 인해 계절과 지역에 따라 품질과 수량에 큰 변동이 있었다.
1970년대 후반에 어부들은 처음으로 번식 어종을 성공적으로 번식시켰다. 그러나 번식한 어종을 얻는 것은 어려웠으며, 알의 생존력도 불안정했다. 1980년에는 첫 번째 자발적인 번식이 바다 사료장에서 발생했다. 이 알들은 농장에 지속적인 공급을 생성하는 데 충분했다.

## 가공과 마케팅
전통적인 수확 이후 가공 방법에는 훈제, 건조, 발효가 있다. 병에 담기거나 캔에 담거나 냉동하는 방법은 최근에 등장한 것이다. 수요는 1950년 이후로 꾸준히 증가해왔다. 2005년에는 595,000톤의 갯농어가 수확되었으며, 가치는 6억 1,600만 달러였다.
부가 가치 제품에 대한 수요가 증가하는 추세이다. 최근 몇 년간, 갯농어의 유어를 참치 장어 어어낚시에 사용하는 가능성이 조사되기 시작하여, 유어 사육장에 새로운 시장을 열리고 있다.

## 같이 보기
- 스무위두저우